# Brännäset och Boviken
Brännäset och Boviken – miejscowość (tätort) w Szwecji, w regionie administracyjnym (län) Västerbotten, w gminie Umeå.
Według danych Szwedzkiego Urzędu Statystycznego liczba ludności wyniosła: 239 (31 grudnia 2015), 278 (31 grudnia 2018) i 283 (31 grudnia 2019).